# 독일십자장

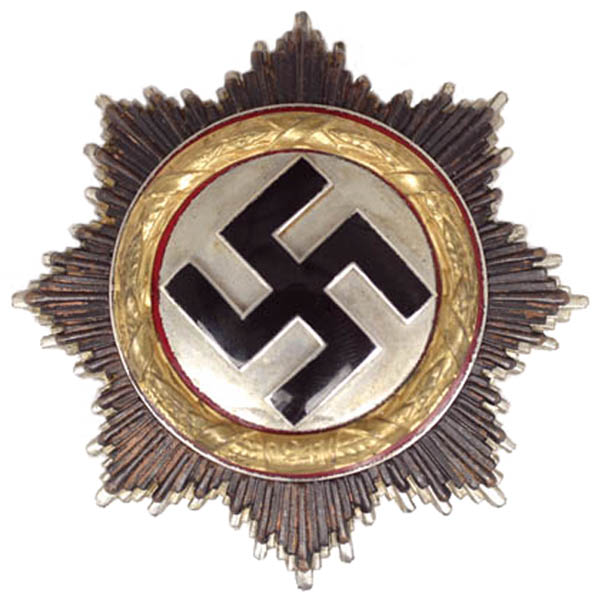
금십자장(왼쪽), 은십자장(오른쪽)

독일십자장(독일어: Der Kriegsorden Deutsches Kreuz)은 1941년 9월 28일 아돌프 히틀러에 의해 제정되었다. 이 훈장은 2개 부문으로 나누어 수여되었다. 용맹함 또는 군사적 리더십을 반복적으로 주도한 경우 금십자장을, 뛰어난 비전투 전쟁 공로를 인정받은 경우 은십자장을 수여했다. 독일십자 금십자는 일급 철십자보다 높지만 기사십자 철십자장보다 낮은 순위에 있으며, 은으로 만든 독일십자장은 검이 있는 전공십자장 일급(War Merit Cross First Class)보다는 높지만 (검)기사십자 전공십자장(Knight's Cross of the War Merit Cross with Swords)보다 낮은 순위에 있다.